# General Francisco J. Mújica, Tabasco
General Francisco J. Mújica är en ort i Mexiko.   Den ligger i kommunen Cunduacán och delstaten Tabasco, i den sydöstra delen av landet, 700 km öster om huvudstaden Mexico City. General Francisco J. Mújica ligger 11 meter över havet och antalet invånare är 219.
Terrängen runt General Francisco J. Mújica är mycket platt. Runt General Francisco J. Mújica är det tätbefolkat, med 442 invånare per kvadratkilometer. Närmaste större samhälle är Villahermosa, 18,7 km öster om General Francisco J. Mújica. Trakten runt General Francisco J. Mújica består till största delen av jordbruksmark.